# Johann Frankenfeld
Johann Heinrich Albrecht Frankenfeld, Namensvarianten Ioannes Henricus Albertus Frankenfeld und  Ioann. Henr. Albert. Frankenfeld sowie Johannes Heinrich Albrecht Frankenfeld, (geboren 21. Februar 1771 in Celle; gestorben 8. Oktober 1853 in Hannover) war ein deutscher Jurist, Kammersekretär, Hofrat und außerordentliches Mitglied des Hannoverschen Staatsrats.

## Leben
Frankenfeld wuchs im Kurfürstentum Braunschweig-Lüneburg während der Personalunion zwischen Großbritannien und Hannover als Sohn eines Celler Hofapothekers auf. Er besuchte er das Ernestinum Celle und studierte ab 1789 an der Universität Göttingen, an der er am 29. September 1792 mit seiner Dissertation de discrimine nudae divisionis et testamenti parentum inter liberos zum Doktor beider Rechte promoviert wurde. In der Folge wirkte er als Advokat in seiner Heimatstadt, bis er im Oktober 1796 zum adjunktierten Kammerkonsulenten für das Fürstentum Lüneburg inklusive der Grafschaft Dannenberg ernannt wurde, im Februar 1798 zum zweiten wirklichen Kammerkonsulenten.
Im August 1802 wurde er als referierender Kammersekretär nach Hannover versetzt. Nach der bald darauf einsetzenden sogenannten „Franzosenzeit“ und der Besatzung Hannovers durch die Truppen Napoleons und der bald folgenden preußischen Inbesitznahme wurde er im Sommer 1806 Mitglied der preußischen Untersuchungskommission zur Klärung „der bekannten von Berlepschen Reclamationen.“ Ab dieser Zeit erhielt er zudem mehrere außerordentliche Aufträge. Im Zuge der 1810 erfolgten Auflösung der kurhannoverschen Verwaltungs-Organisationen durch das vergrößerte Königreich Westphalen trat er die Stelle eines Tribunalrichters an in dem von den Franzosen neu errichteten Tribunalgerichts zu Verden. Nach weiteren französischen Umstrukturierungen trat er im August 1811 in das Tribunal erster Instanz in Bremen ein. Bald darauf folgte er der Anweisung des sich neu konstituierenden Bremer Senats und ging Anfang November 1813 zurück nach Hannover, wo er an der wieder hergestellten kurhannoverschen Kammer seinen früheren Aufgaben wieder nachkam.
Nach der Erhebung Kurhannovers zum Königreich Hannover wurden Frankenfeld zudem die Sekretariatsgeschäfte beim königlichen Oberhofbau- und Gartendepartement übertragen.
Am 14. Januar 1817 wurde er mit dem Charakter und Rang eines Domainenrats ausgezeichnet und erhielt am 25. Oktober desselben Jahres – aufgrund mehrerer Kulturverbesserungen „im Lüneburgischen“ – das Diplom als ordentliches Mitglied der Celler Landwirtschaftsgesellschaft.
Nach seiner Ernennung zum Domänenrat der Domänenkammer im Jahr 1818 wurde Frankenfeld im Oktober 1822  zum Königlich Hannoverschen Hofrat ernannt.
Unter König Ernst August wirkte Frankenfeld von 1839 bis 1840 als Assessor des Staatsrates und von 1840 bis 1845 als Hofrat im Innenministerium. Zeitweilig parallel dazu wirkte er von 1841 bis in das Revolutionsjahr 1848 als außerordentliches Mitglied des Staatsrates.
In seinem Todesjahr 1853 bewohnte der als Ritter des Königlichen Guelphenorden ausgezeichnete Hofrat Frankenfeld das Haus Prinzenstraße 5.